# Biathlon na Zimowych Igrzyskach Olimpijskich 1968
Zawody w biathlonie na Zimowych Igrzyskach Olimpijskich 1968 odbyły się w dniach 12 – 15 lutego 1968 roku na trasach w Autrans, niedaleko Grenoble. Biathloniści po raz siódmy rywalizowali na igrzyskach olimpijskich.
Zawodnicy walczyli w dwóch konkurencjach: w biegu indywidualnym i sztafecie. 
Łącznie rozdano dwa komplety medali. W klasyfikacji medalowej zwyciężyła reprezentacja ZSRR, której zawodnicy zdobyli po jednym złotym, srebrnym i brązowym medalu. Dwóch zawodników zdobyło medale w obu konkurencjach: Aleksandr Tichonow i Władimir Gundarcew z ZSRR. Tichonow był drugi w biegu indywidualnym oraz najlepszy w sztafecie, a Gundarcew trzeci w biegu indywidualnym oraz najlepszy w sztafecie.

## Medaliści
| Konkurencja       | Złoto          | Czas      | Srebro             | Czas      | Brąz               | Czas      |
| Bieg indywidualny | Magnar Solberg | 1:13:45,9 | Aleksandr Tichonow | 1:14:40,4 | Władimir Gundarcew | 1:18:27,4 |
| Sztafeta          | ZSRR           | 2:13:02,4 | Norwegia           | 2:14:50,2 | Szwecja            | 2:17:26,3 |

## Wyniki

### Bieg indywidualny
| Miejsce | Zawodnik              | Reprezentacja | Czas      | Strata  |
| ------- | --------------------- | ------------- | --------- | ------- |
| złoto   | Magnar Solberg        | Norwegia      | 1:13:45,9 | –       |
| srebro  | Aleksandr Tichonow    | ZSRR          | 1:14:40,4 | +54,5   |
| brąz    | Władimir Gundarcew    | ZSRR          | 1:18:27,4 | +4:41,5 |
| 4.      | Stanisław Szczepaniak | Polska        | 1:18:56,8 | +5:10,9 |
| 5.      | Arvo Kinnari          | Finlandia     | 1:19:47,9 | +6:02,0 |
| 6.      | Nikołaj Puzanow       | ZSRR          | 1:20:14,5 | +6:28,6 |
| 7.      | Wiktor Mamatow        | ZSRR          | 1:20:20,8 | +6:34,9 |
| 8.      | Stanisław Łukaszczyk  | Polska        | 1:20:28,1 | +6:42,2 |
| 9.      | Kalevi Vähäkylä       | Finlandia     | 1:20:56,5 | +7:10,6 |
| 10.     | Horst Koschka         | NRD           | 1:21:37,7 | +7:51,8 |

### Sztafeta
| Miejsce | Reprezentacja     | Zawodnicy                                                               | Czas      | Strata   |
| ------- | ----------------- | ----------------------------------------------------------------------- | --------- | -------- |
| złoto   | ZSRR              | Aleksandr Tichonow Nikołaj Puzanow Wiktor Mamatow Władimir Gundarcew    | 2:13:02,4 | –        |
| srebro  | Norwegia          | Ola Wærhaug Olav Jordet Magnar Solberg Jon Istad                        | 2:14:50,2 | +1:47,8  |
| brąz    | Szwecja           | Lars-Göran Arwidson Tore Eriksson Olle Petrusson Holmfrid Olsson        | 2:17:26,3 | +4:23,9  |
| 4.      | Polska            | Józef Różak Andrzej Fiedor Stanisław Łukaszczyk Stanisław Szczepaniak   | 2:20:19,6 | +7:17,2  |
| 5.      | Finlandia         | Juhani Suutarinen Heikki Flöjt Kalevi Vähäkylä Arvo Kinnari             | 2:20:41,8 | +7:39,4  |
| 6.      | NRD               | Heinz Kluge Hans-Gert Jahn Horst Koschka Dieter Speer                   | 2:21:54,5 | +8:52,1  |
| 7.      | Rumunia           | Gheorghe Cimpoia Constantin Carabela Nicolae Bărbășescu Vilmoș Gheorghe | 2:25:39,8 | +12:37,4 |
| 8.      | Stany Zjednoczone | Ralph Wakley Edward Williams Bill Spencer John Ehrensbeck               | 2:28:35,5 | +15:33,1 |

## Klasyfikacja medalowa
| Miejsce | Państwo  | złoto | srebro | brąz | Razem |
| ------- | -------- | ----- | ------ | ---- | ----- |
| 1.      | ZSRR     | 1     | 1      | 1    | 4     |
| 2.      | Norwegia | 1     | 1      | 0    | 2     |
| 3.      | Szwecja  | 0     | 0      | 1    | 1     |